# Ramón Sampedro

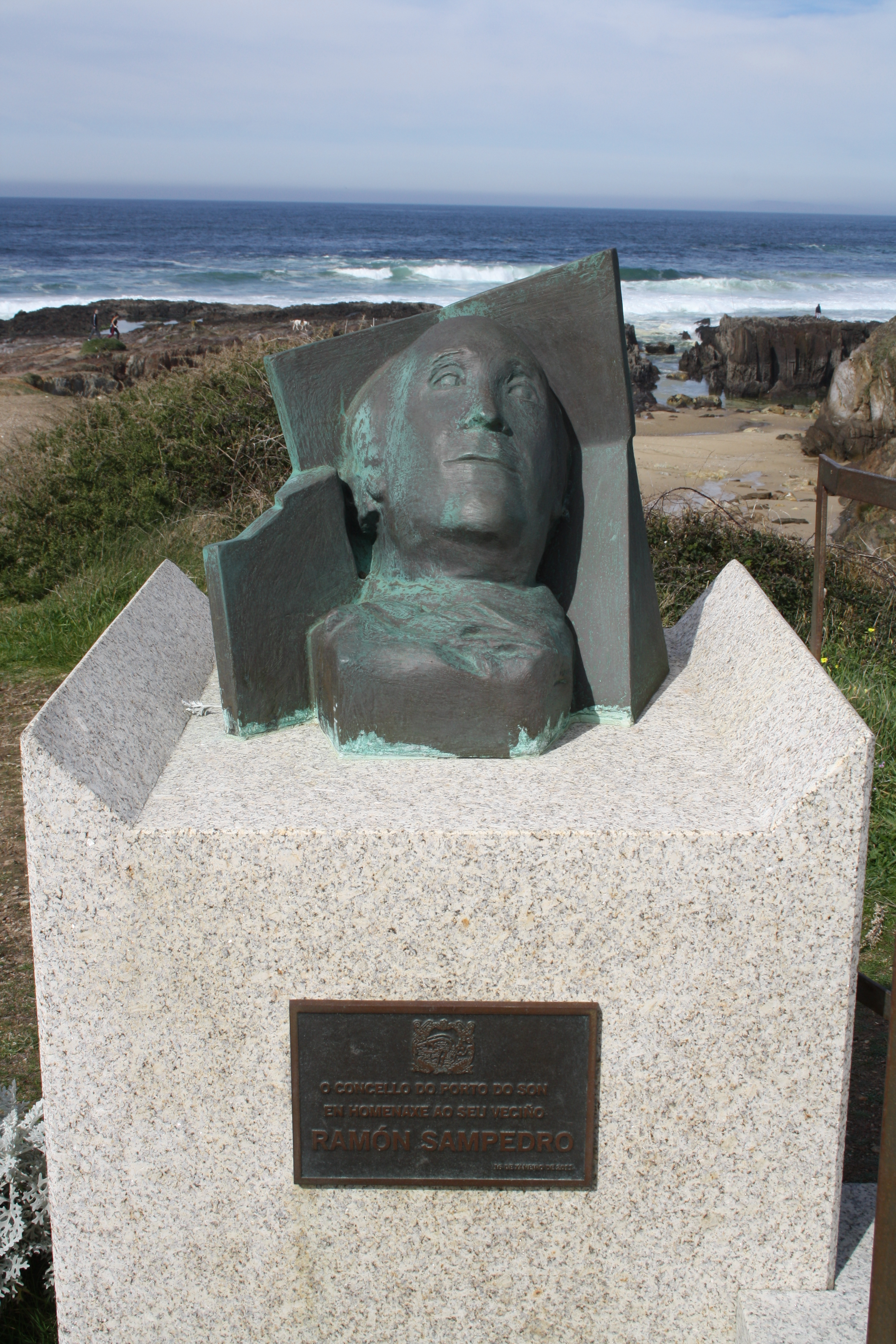
Ramón Sampedro.

Ramón Sampedro (Porto do Son, 5 januari 1943 – Boiro, 12 januari 1998) was een visser uit Galicië, Spanje, die op 25-jarige leeftijd een dwarslaesie opliep bij een duik in ondiep water. Hij werd nationaal en internationaal bekend als een fel voorstander van euthanasie.
Na het ongeluk raakte Ramón Sampedro over vrijwel zijn gehele lichaam verlamd. Negenentwintig jaar lang probeerde hij een legale manier te vinden om een einde aan zijn leven te maken. Het Spaanse gerechtshof wees zijn eis om met medische assistentie een einde aan zijn bestaan te mogen maken echter af. Ook het Europees Hof voor de Rechten van de Mens in Straatsburg wilde niet aan zijn verzoek voor actieve euthanasie meewerken. 
Ramón Sampedro stierf ten slotte in zijn huis in Boiro, door het innemen van kaliumcyanide. Hij werd hierbij geholpen door een vriendin, Ramona Maneiro. Deze werd enkele dagen later gearresteerd maar weer vrijgelaten wegens gebrek aan bewijs. Nadat het eventuele misdrijf was verjaard bekende Ramona in 2005 publiekelijk dat zij Sampedro had geholpen bij het innemen van het vergif.
De dood van Sampedro werd door Ramona Maneiro op video vastgelegd. De eerste vijf minuten van deze video werden op 4 maart 1998 uitgezonden door de Spaanse televisiezender Antena 3. 
Ramón Sampedro schreef twee boeken: Cartas desde el infierno (1996) (in het Nederlands: Brieven uit de hel), waarin eerder werk werd gebundeld, en een dichtbundel, Cando eu caia (1998) (in het Nederlands: Wanneer ik val). 
Het verhaal van Ramón Sampedro is verfilmd door de Spaanse regisseur Alejandro Amenábar in de film Mar adentro (de zee vanbinnen), waarin Ramón Sampedro werd gespeeld door Javier Bardem. In 2005 won Mar Adentro (The Sea Inside) de Academy Award, de Satellite Award en de Golden Globe voor beste niet-Engelstalige film. 